# Королева сердец
«Королева сердец» (дат. Dronningen) — драматический фильм с эротическим содержанием, совместного производства Дании и Швеции, режиссёра Май эль-Туки. Премьера картины состоялась в январе 2019 года на кинофестивале «Сандэнс». Фильм был тепло принят критиками в Дании. Главную роль исполнила датская актриса и певица Трине Дюрхольм. Фильм был выбран в качестве датской заявки на кинопремию «Оскар» за лучший фильм на иностранном языке, но не попал в шорт-лист.

## Сюжет
Действие фильма происходит в Дании. Анна — успешный юрист, заботливая мать и верная жена. У них с мужем Петером двое девочек-близняшек. Однажды в их дом из Швеции приезжает сын Петера от первого брака — Густав. Его выгнали из школы, и теперь у родителей есть два варианта: либо отправить Густава в пансион, либо оставить пожить с отцом и его новой семьёй.
Поначалу отношения в семье складываются неблагополучно. Отец ссорится с сыном, а Анна надеется, что Густав скоро переедет, так как они не могут приспособиться жить вместе. Когда в доме пропадают некоторые вещи, Анна заявляет в полицию, думая, что это воровство, но вскоре она догадывается, что вещи украл Густав. Она предлагает ему или признаться во всём отцу, или же жить нормально и постараться вписаться в семью. Густав начинает находить общий язык с другими членами семьи, к нему привязываются девочки, они вместе организуют пикник у озера. Между Густавом и Анной зарождается симпатия. Он наносит ей небольшую татуировку на руке. Однажды он приводит в дом свою подругу — Аманду, с которой занимается сексом в своей комнате. Анна слышит их стоны, возбуждается и, сняв с себя одежду, любуется своей обнажённой грудью.
Когда к ним на ужин приходят друзья, Анна покидает гостей, чтобы пойти с Густавом в бар, где она целует его в губы. Между ними вспыхивает страсть. Ночью, проникнув в комнату Густава, Анна мастурбирует и делает ему минет, после чего они занимаются сексом. Анна покупает ему новый компьютер, что поначалу не одобряет Петер. Во время секса с Петером Анна неожиданно даёт пощёчины мужу, будто противясь ему. Анна продолжает периодически заниматься сексом с Густавом. Однажды, в тот момент, когда Густав делает Анне куннилингус, их едва не замечает Петер, пришедший с работы раньше обычного.
Во время очередного праздника их застаёт сестра Анны, которая жёстко критикует сестру за этот низкий поступок и уезжает. Анна противится Густаву и говорит, что хочет прекратить отношения. Густав и Петер уезжают на несколько дней в свой лесной домик в Швеции, чтобы укрепить отношения. Там сын признаётся отцу, что у них с Анной был роман. Когда Петер в ярости требует у жены объяснений, она всё отрицает, обвиняя Густава в воровстве и обмане, и устраивает сцену, говоря, что она хочет покинуть дом и развестись. Тогда Петер верит жене и, не найдя других объяснений, отправляет сына в пансион. Анна предлагает Густаву забыть про всё, что было между ними, но он слишком болезненно воспринимает тот факт, что ему не верит отец. Он даже угрожает ей, что заявит в полицию и её засудят за интимные отношения с несовершеннолетним. Однако осознав, что это проигранная игра, Густав в отчаянии уезжает в Швецию.
Через пару месяцев полиция вызывает Петера в Швецию. Мёртвое тело Густава нашли в лесу, недалеко от их лесного домика, когда растаял снег. Вскрытие должно показать, был ли это несчастный случай или самоубийство. Анна горько плачет перед зеркалом.

## В ролях
| Актёр                  | Роль            |
| ---------------------- | --------------- |
| Трине Дюрхольм         | Анна            |
| Густав Линд            | Густав          |
| Магнус Креппер         | Петер           |
| Лив Эсмор Даннеманн    | Фрида           |
| Силья Эсмор Даннеманн  | Фанни           |
| Стине Гюльденкерне     | Лина            |
| Пребен Кристенсен      | Эрик            |
| Фредерикке Даль Хансен | молодая девушка |
| Элла Солгор            | Сара            |
| Карла Филип Родер      | Аманда          |

| Актёр                     | Роль                |
| ------------------------- | ------------------- |
| Питер Коури               | Янус                |
| Мадс Кнарреборг           | Томас               |
| Мари Далсгор              | Эллен               |
| Элиас Будде Кристенсен    | мальчик на суде     |
| Ноэль Буон Кирцнер        | Лукас               |
| Матиас Рахбэк             | обвиняемый          |
| Несси Беик                | социальный работник |
| Стенли Бейкер             | помощник            |
| Андерс Хедегаард Андерсен | клерк               |
| Мартин Босеруп            | адвокат             |

## История создания
Режиссёр фильма Май эль-Туки — египтянка по происхождению, живущая в Дании. До «Королевы сердец» она выпустила художественный фильм «Короче говоря», снятый в 2015 году. Кроме того, она также сняла несколько короткометражных картин — «По кускам» (2009) и другие. Сценарий был написан совместно с Марен Луизой Кеэне, с которой эль-Туки также работала над сценарием своего предыдущего полнометражного фильма «Короче говоря». Исполнительница роли Анны, датская актриса и певица Трине Дюрхольм, также играла в предыдущем фильме эль-Туки.
В интервью, данном польской журналистке и кинокритику Оле Сальве, эль-Туки рассказала о том, какие исследования она провела во время работы над сценарием. По её словам, она прочитала много статей, очерков и книг, и даже дошла до греческого мифа о Федре, в котором героиня, хотевшая соблазнить своего пасынка, обвинила его в изнасиловании, когда тот её отверг. Режиссёр даже встречалась с терапевтом, который специализируется на таких случаях и работает с обеими сторонами — с жертвами и их соблазнителями. Это был настоящий прорыв для эль-Туки. Для неё было важно рассказать более общую историю, связь с которой могут почувствовать многие люди:
Я начала работать над этим проектом, когда меня очень интересовало, как рождаются семейные секреты. В то время я потеряла одного очень близкого мне человека, и вскоре после этого открылось много секретов. Это заставило меня задуматься обо всех скрываемых вещах, которые люди носят в себе, и когда они умирают, они не раскрываются, если кто-то другой не знает о них. В общем, я хотела исследовать происхождение семейного секрета. Затем я начала обсуждать это с моим соавтором, Марен Луизой Кеэне, и со временем мы прочитали довольно много статей об учительницах, которые занимались сексом с учениками. Мы обсуждали, в чём состоит отличие и как люди склонны чрезмерно романтизировать отношения между пожилой женщиной и молодым мужчиной, в отличие от отношений между пожилым мужчиной и молодой женщиной. Мы сразу догадались, что идея об отчиме, который занимается сексом со своей падчерицей, попросту неверна, но когда это происходит между мальчиком и его мачехой — это скорее серая зона. Трудно определить, что не так, и что тут происходит.Май эль-Туки
Премьера фильма состоялась 26 января 2019 года на кинофестивале «Сандэнс» (Парк-Сити, Юта, США). Первый показ фильма в Дании состоялся 28 марта 2019 года. Картина получила очень благоприятные рецензии и оценки. Трине Дюрхольм удостоилась наград «лучшая актриса» на Гётеборгском кинофестивале и на Цюрихском кинофестивале. На Кинопремии Северного совета «Королева сердец» была признана «лучшим фильмом» года. На «Сандэнсе» эль-Туки получила за «Королеву сердец» приз зрительских симпатий в номинации «Драматический фильм» (программа «Мировое кино»).

## Отзывы и критика
Искусное великолепие «Королевы сердец» заключается в том, как эль-Туки использует банальное повествование — доверчивую, скрытую страсть в облике эротической свободы, — чтобы раскрыть то, что на самом деле является отвратительным рассказом о насилии.
Фильм получил очень лестные и положительные отзывы и рецензии. Рейтинг фильма составляет 7,4 из 10 на сайте IMDb и 95 % на Rotten Tomatoes.
Критик Ким Скотт из датской газеты «Politiken» заявил, что «Королева сердец» стала главным достижением датского кинематографа. Клаус Кристенсен написал, что он вряд ли увидит что-либо, превосходящее этот фильм, на протяжении всего года или десятилетия. Павел Воронков охарактеризовал ленту как мощную психодраму, в итоге переходящую в по-скандинавски ледяной триллер. Сусанна Альперина отметила работу режиссёра, а также оператора, который прекрасно снимает исполнительницу главной роли — Трине Дюрхольм: «В отдельных эпизодах она юна, а в некоторых — просто старуха — чётко показана каждая морщина. Её превращение от идеала доброты до воплощения зла происходит так же — видна каждая деталь». По мнению Натали Острински, картина заметно культивирует амбивалентность, сохраняя при этом сложность своего материала.
Американский кинокритик Деннис Шварц отметил, что фильм представляет собой эмоциональное уныние, что это картина о жалкой женщине, которая потеряла моральный контроль в браке без любви: «Когда их непристойное поведение не может быть сохранено в тайне, Анна перекладывает всю ответственность на него [Густава], используя ту же тактику, которую применяют обвиняемые в суде, чтобы спасти свою задницу. Было неудобно наблюдать как то, как ведёт себя расчётливый юрист по отношению к ребёнку, так и то, как развивается порочная связь между несовершеннолетним и похотливой женщиной среднего возраста. В конечном счёте это выглядит как борьба за власть со стороны немолодой женщины, стремящейся возродить свою сексуальную жизнь, используя уязвимого и проблемного юношу, у которого нет её остроумия, силы духа и хитрости для того, чтобы играть с ней на равных».
Критик Томрис Лафли сравнивает фильм со «Скандальным дневником» (2006), в котором наказание состоит не в явных столкновениях, погружающих человека в чувство вины, а в фатальных исходах и необратимом разрушении сознания. «Королева сердец», по её мнению, заманивает аудиторию, казалось бы, уравновешенным существованием Анны, прежде чем выбить почву из-под ног зрителей. Дирхольм демонстрирует смелый и шокирующий образ преуспевающей, но измученной женщины и соблазнительницы, которая пойдёт на всё, чтобы сохранить жизнь, к которой она привыкла. Лафли пишет, что фильм эль-Туки, действие которого в основном происходит вокруг минималистского семейного дома и окружающего покрытого солнечными пятнами леса, сделан со вкусом и демонстрирует удивительный уровень сексуальной откровенности. Это ставит «Королеву сердец» в непростое положение, особенно когда действия Анны из этически несостоятельных превращаются в откровенно презренные, делая её одной из самых сложных женщин-злодеев за последнее время.
Режиссёр и блоггер Ли Джаттон оставила следующий отзыв: «Представляя Данию в номинации лучший фильм на иностранном языке на предстоящей церемонии вручения премии „Оскар“, „Королева сердец“ рассказывает историю женщины, чьё идеализированное существование оказалось под угрозой после того, как она вступила в отношения со своим отчуждённым приёмным сыном. <…> „Королева сердец“ — история самосохранения, которая исследует, насколько далеко можно зайти, чтобы спасти себя от краха. Этот фильм, в основе которого лежит феноменальная ведущая роль датской звезды Трине Дюрхольм, показывает, сколь пугающе размытой может оказаться грань между защитником и насильником».
Главный кинокритик «The Hollywood Reporter» Тодд Маккарти считает, что в фильме отражены мрачные события, происходящие внутри сверхцивилизованного скандинавского общества. По его словам, «Королева сердец» — мощная датская драма, которая счищает внешний лоск сверхцивилизованного скандинавского образа жизни, чтобы показать пример поведения, выходящего за все рамки приличия. Сравнивая героиню Дюрхольм с мстительной Гленн Клоуз из «Рокового влечения» (1987), Маккарти отмечает, что в настоящее время это может вызвать неприятие в некоторых «пробуждённых» кругах, однако нельзя отрицать повествовательную энергию режиссёра и нарастающую силу её истории. Замечая, что скандинавы давно известны своим свободным от предрассудков взглядом на сексуальные вопросы, Маккарти пишет, что этот фильм, похоже, призван показать, что они не имеют себе равных, когда дело доходит до лицемерия. По мнению критика, коварную главную героиню можно было бы сравнить с бессердечными персонажами из нуарных фильмов, только в этой картине нет постоянных стилистических напоминаний о том, что мы живём в мерзком, тёмном, собачьем мире, как это бывает в нуарных фильмах.
В 2023 году на экраны выйдет ремейк «Королевы сердец» — фильм француженки Катрин Брейя «Запретная страсть».

## Награды и номинации
Данные приведены из сайта Internet Movie Database.
| Награды и номинации                         | Награды и номинации                                                          | Награды и номинации                                      | Награды и номинации | Награды и номинации |
| Награда                                     | Категория                                                                    | Номинант                                                 | Результат           |                     |
| ------------------------------------------- | ---------------------------------------------------------------------------- | -------------------------------------------------------- | ------------------- | ------------------- |
| Премия Европейской киноакадемии             | Премия Европейской киноакадемии лучшей актрисе                               | Трине Дюрхольм                                           | Номинация           |                     |
| Гётеборгский кинофестиваль                  | «Лучший скандинавский фильм» (приз зрительских симпатий)                     | Май эль-Туки                                             | Победа              |                     |
| Гётеборгский кинофестиваль                  | «Лучший скандинавский фильм»                                                 | Май эль-Туки                                             | Победа              |                     |
| Гётеборгский кинофестиваль                  | «Лучшее перевоплощение»                                                      | Трине Дюрхольм                                           | Победа              |                     |
| Гамбургский кинофестиваль                   | Приз зрительских симпатий                                                    | Май эль-Туки                                             | Номинация           |                     |
| Гамбургский кинофестиваль                   | Премия критиков                                                              | Май эль-Туки                                             | Номинация           |                     |
| Международный кинофестиваль в Гонконге      | «Лучший иностранный актёр» (конкурс молодого кинематографа)                  | Густав Линд                                              | Победа              |                     |
| Международный кинофестиваль в Гонконге      | Международный конкурс молодых кинематографистов — приз «Жар-птицы»           | Май эль-Туки                                             | Номинация           |                     |
| Иерусалимский международный кинофестиваль   | «Лучший иностранный фильм» (премия имени Габриэля Шеровера)                  | Май эль-Туки                                             | Номинация           |                     |
| Северный совет                              | Кинопремия Северного совета                                                  | Май эль-Туки Марен Луиза Кеэне Каролина Бланко Рене Эзра | Победа              |                     |
| Одесский международный кинофестиваль        | Международный конкурс «Золотой Дюк»                                          | Май эль-Туки                                             | Номинация           |                     |
| Международный фестиваль в Палм-Спрингс      | Приз ФИПРЕССИ за «лучший иностранный фильм»                                  | Май эль-Туки                                             | Номинация           |                     |
| Международный кинофестиваль в Филадельфии   | Приз жюри за «Лучшую повествовательную черту»                                | Май эль-Туки                                             | Победа              |                     |
| Роттердамский кинофестиваль                 | Премия «Большой экран»                                                       | Май эль-Туки                                             | Номинация           |                     |
| Сандэнс                                     | Приз зрительских симпатий — «Драматический фильм» (Программа «Мировое кино») | Май эль-Туки                                             | Победа              |                     |
| Сандэнс                                     | Гран-при жюри — «Драматический фильм» (Программа «Мировое кино»)             | Май эль-Туки                                             | Номинация           |                     |
| Международный кинофестиваль в Трансильвании | «Лучший режиссёр»                                                            | Май эль-Туки                                             | Победа              |                     |
| Международный кинофестиваль в Трансильвании | «Лучший фильм»                                                               | Май эль-Туки                                             | Номинация           |                     |
| Цюрихский кинофестиваль                     | «Лучшая актриса»                                                             | Трине Дюрхольм                                           | Победа              |                     |
| Цюрихский кинофестиваль                     | «Лучший международный художественный фильм»                                  | Май эль-Туки                                             | Номинация           |                     |